# Falémé
Falémé je řeka v západní Africe, která protéká na území Guineje, Mali a Senegalu. Je to levostranný a celkově největší přítok Senegalu. Délka toku činí 625 km. Povodí řeky má rozlohu 28 900 km².

## Průběh toku
Řeka pramení v severovýchodní části pohoří Futa Džalon, na severu Guineje, v nadmořské výšce okolo 800 m. Tok Falémé směřuje převážně na sever až severozápad a z velké části tvoří přirozenou hranici mezi Senegalem a Mali. Na řece se nachází velké množství peřejí a vodopádů. Do Senegalu se vlévá zhruba 30 km proti proudu od Bakelu v nadmořské výšce 18 m.

### Větší přítoky
- zleva – Balin-Ko, Koïla Kabé
- zprava – Kouloun-Ko, Doundi

## Vodní režim
Průměrný průtok řeky u ústí činí 200 m³/s. Nejnižší množství vody má v dubnu a v květnu, kdy téměř pravidelně vysychá. Nejvyšších vodních stavů dosahuje v srpnu a v září.
Průměrné měsíční průtoky řeky ve stanici Kidira v letech 1930 až 1989:
Průměrný průtok řeky ve stanici Kidira během let 1930 až 1989 činil 170 m³/s.